# 私の教え子
『私の教え子』（フィンランド語: Suden vuosi、英語: The Year of the Wolf）は、2007年に制作されたフィンランド映画。

## キャスト
- クリスタ・コソネン
- カリ・ヘイスカネン

## あらすじ
てんかんを患い他人と距離を置いて生活している女子大生のサリと、妻に突然離婚を言い渡された教授のミッコ。互いの孤独感に強く共感し、惹かれ合ったふたりは徐々に心の穴を埋め合っていく。 